# Wilhelm Filchner
Wilhelm Filchner (Bayreuth, 13 de septiembre de 1877-Zúrich, 7 de mayo de 1957) fue un explorador alemán.

## Biografía
Con 21 años participó en su primera expedición, que lo condujo a Rusia. Dos años más tarde, viajó a caballo, completamente solo a través de las montañas del Pamir. Entre 1903 y 1905 lideró una expedición a través del Tíbet.
Al regresar del Tíbet comenzó a trabajar en la organización de una expedición alemana a la Antártida: la Segunda Expedición Antártica Alemana. Tras una expedición de entrenamiento a Spitzbergen, el 4 de mayo de 1911 zarparon en el barco Deutschland con rumbo a la Antártida. La expedición recorrió el mar de Weddell y descubrió la costa de Luitpold y la barrera de hielo Filchner-Ronne, que Filchner nombró originalmente en honor al emperador alemán Wilhelm II. 
El barco se quedó atrapado por los hielos, tras varias tentativas infructuosas para instalar una base sobre el hielo. No fue hasta septiembre de 1912 que el Deutschland pudo liberarse, iniciando el viaje de vuelta a Alemania. Adolf Hitler le concedió el Premio Nacional de las Artes y Ciencias Alemanas como reconocimiento a los logros de sus exploraciones.
Filchner nunca volvió a la Antártida, pero realizó otros muchos viajes a través de Nepal y del Tíbet, realizando en 1939 un examen geográfico de Nepal. Esta experiencia la vertió en un libro titulado En el infierno del Nepal.
Pasó la Segunda Guerra Mundial en la India. Así en 1940 estuvo internado en el Cottage-Hospital de Patne, posteriormente hasta el 13 de septiembre de 1941 en el Parole Camp en Purandhar y más tarde hasta noviembre de 1946 en el Parole Camp en Satara. Posteriormente vivió en Poona, en el estado indio de Maharashtra.
Filchner murió a la edad de 79 años en Zúrich, Suiza.